# Baumhaueria scutellaris
Baumhaueria scutellaris är en tvåvingeart som beskrevs av Ziegler 1991. Baumhaueria scutellaris ingår i släktet Baumhaueria och familjen parasitflugor.
Artens utbredningsområde är Uzbekistan. Inga underarter finns listade i Catalogue of Life.